# Radosław Gajek
Radosław Gajek (* 26. April 1998 in Grudziądz, Polen) ist ein Schachspieler und -trainer. Seit 2014 trägt er den Titel Internationaler Meister. Der gebürtige Pole lebt seit 2016 im Raum Wien und wechselte 2018 zum Österreichischen Schachbund. Seit 2018 ist er österreichischer Staatsbürger.

## Karriere
Radosław Gajek spielte im Alter von acht Jahren sein erstes Turnier. Seine ersten Erfolge erreichte er in Kinder- und Jugendturnieren, unter anderem arbeitete er mit dem Großmeister und Schachtrainer Andrij Maksymenko. Seine erste Norm zur Erlangung des Titels Internationaler Meister (IM) erzielte er im Jahr 2013 beim offenen Turnier in Cappelle-la-Grande. Im selben Jahr wurde er auch FIDE-Meister. Zwei weitere IM-Normen erreichte er im Jahr 2014 in einem Rundenturnier in Nakło nad Notecią und in einem offenen Turnier in Dresden. Im Oktober 2015 wurde er Internationaler Meister. Er trägt auch den Titel FIDE Instructor.
Im August 2018 erzielte er beim FIDE-Open in Dresden seine erste Großmeisternorm.
Im September 2018 war er mit seiner Elo-Zahl von 2463 auf dem achten Platz der österreichischen Elo-Rangliste.